# منطقة الخسارة الوطنية

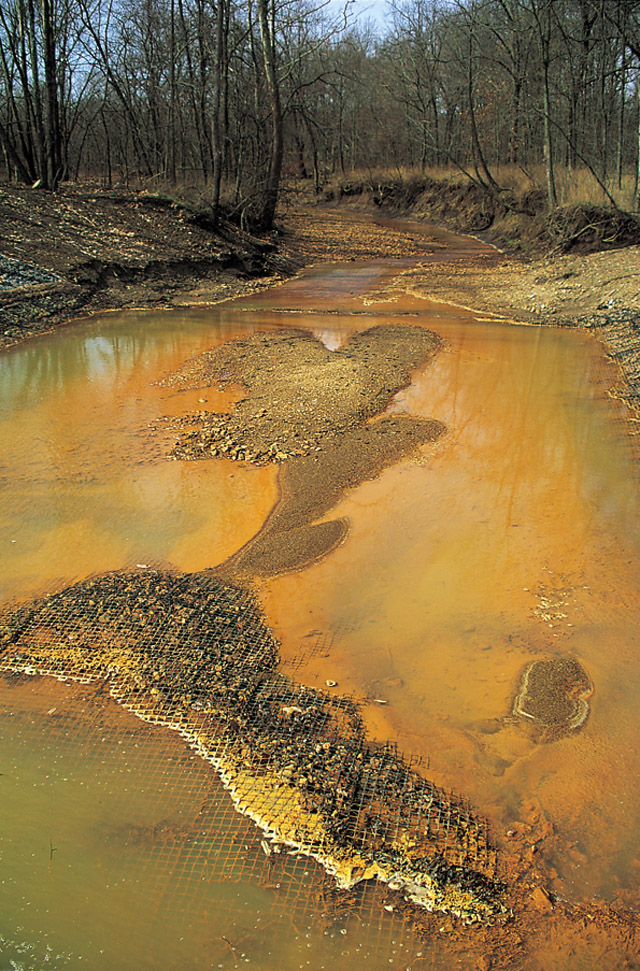
يترسب هيدروكسيد الحديد في التيار

منطقة الخسارة أو حزام الأُضحية (غالبًا ما يطلق عليها منطقة الخسارة الوطنية أو نطاق التضحية الوطنية): هي منطقة جغرافية تضررت بشكل دائم؛ بسبب التحولات البيئية الشديدة أو سحب التمويل الاقتصادي، غالبًا من خلال استخدام أراضي غير مرغوب فيها محليًا(LULU). المعلقون بمن فيهم كريس هيدجز، وجو ساكو، وستيف ليرنر، جادلوا بأن ممارسات الشركات التجارية؛ تُساهم في إنتاج مناطق الخسارة. أبرز تقرير صادر عن الأمم المتحدة في عام 2022: أن ملايين الأشخاص على مستوى العالم يعيشون في مناطق التضحية الملوثة، لا سيما المناطق المستخدمة للصناعات الثقيلة والتعدين.

## تعريف
منطقة الخسارة أو حزام الأُضحية: هي منطقة جغرافية تضررت بشكل دائم؛ بسبب التلف البيئي أو عدم الاستثمار الاقتصادي.
أحد التعريفات، من قبل مدرس اللغة الإنجليزية في مدرسة ثانوية دولية في بروسبكت هايتس في بروكلين، نيويورك، كان: "منطقة الخُسارة هي: أنه عندما لا يكون هناك خيار في التضحية. يقوم شخص آخر بالتضحية بالناس ومجتمعهم أو بأرضهم دون إذنهم". بالتعاون مع الطلاب، تم إنتاج تعريف أكثر تعقيدًا: "باسم التقدم( التنمية الاقتصادية، التعليم، الدين، المصانع ، التكنولوجيا) قد تضطر مجموعات معينة من الناس ( تُسمى أدنى منزلة) لتكون متضررة أو قرباناً؛ حتى تستفيد المجموعات الأخرى( المتفوقة)".
يُصرح تعريف آخر على أن مناطق الخُسارة: هي أماكن تضررت خلال استخدام الأراضي غير المرغوب فيها محليًا؛ مُسبباً" تلوثاً كيميائياً؛ حيث يعيش السكان مباشرةً قريباً من الصناعات الملوثة بشدة أو القواعد العسكرية".

## علم أصول الكلمات
وفقًا لهيلين هنتنغتون سميث، تم استخدام المصطلح لأول مرة في الولايات المتحدة؛ مناقشاً الآثار طويلة المدى لقطاع تعدين الفحم في الغرب الأمريكي في السبعينيات. لجنة دراسة الأكاديمية الوطنية للعلوم/ الأكاديمية الوطنية للهندسة حول إمكانية إعادة تأهيل سطح أراضي استخراج الفحم في غرب الولايات المتحدة؛ أصدرت تقريرًا لعام 1973، والذي قدم المصطلح، ووجد أن:
في كل منطقة، يعتمد احتمال إعادة تأهيل منطقة ما على أغراض استخدام الأرض، وخصائص الموقع، والتكنولوجيا المتاحة، والمهارة التي يتم بها تطبيق هذه التكنولوجيا. في الدرجات القصوى، إذا أُعلنت أراضي التعدين السطحية: مناطق خُسارة وطنية، فإن جميع المناطق البيئية لديها احتمال كبير في إعادة تأهيلها بنجاح. غير أنه، إذا كانت الاستعادة الكاملة هي الهدف، فإن إعادة التأهيل في كل منطقة ليس لها أي احتمال للنجاح.
وبالمثل في عام 1975، كتبت جينيفيف أتوود في مجلة العلوم الأمريكية :
التعدين السطحي دون استصلاح يزيل الأرضإلى الأبد منالاستخدام الإنتاجي ؛ من الأفضل تصنيف هذه الأرض على أنها منطقة خُسارة وطنية. ومع الاستصلاح الناجح، بأية طريقة، يمكن أن يصبح التعدين السطحي واحدًا فقط من سلسلة مناستخدامات الأرض؛ التي تُعيق بكل بساطةالاستخدام الحالي، وبعد ذلك يُعيد الأرض إلى إنتاجية محتملة مُتكافئة أو حتى أعلى.
كتب هنتنغتون سميث في عام 1975، "إن الهيئة التي أصدرت تقرير الأكاديمية الوطنية للعلوم الحذر والعلمي، أطلقت دون قصد قنبلة لفظية" بعبارة منطقة الخُسارة الوطنية"؛ انفجرت الكلمات في الصحافة الغربية بين عشية وضحاها. استولى عليها أشخاص شعروا بأنه يتم تقديمهم كـ "خُسارات وطنية"، وأصبحوا شعارًا وصرخة حاشدة ". أثار المصطلح جدالاً عامًا، بما في ذلك بين دعاة حماية البيئة والسياسيين مثل حاكم كولورادو المستقبلي ريتشارد لام.
استمر استخدام المصطلح في سياق التعدين الشريطي حتى عام 1999 على الأقل: "أصبحت فرجينيا الغربية منطقة خُسارة بيئية".

## استخدام المصطلح

### تشيلي
يُقال أنه، في عام 2011، قدم تيرام مصطلح منطقة الخُسارة للخطاب السياسي التشيلي.
تمت الإشارة إلى ميناء كوينتيرو التشيلي و بوتشنكافي المجاور كمنطقة خُسارة. تستضيف المنطقة محطة فنتاناس للطاقة التي تعمل بالفحم، ومصفاة نفط، ومخزن للأسمنت، ومؤسسة فينتاناس، ومسبك ومصفاة نحاس، ومصنع زيوت التشحيم ومحطة كيميائية. في المجموع، تعمل 15 شركة ملوثة في المنطقة. في عام 2011، اسكويلا لا غريدا الواقعة في بوتشونكافي؛ أُبتلعت في سحابة كيميائية من مجمع فينتاناس الصناعي. سممت سحابة الكبريت ما يقدر بـ 33 طفلاً و 9 معلمين، مؤدياً إلى نقل المدرسة. الموقع القديم للمدرسة مهجور الآن. في أغسطس وسبتمبر 2018، كانت هناك أزمة صحية عامة في كوينتيرو وبوتشونكافي، حيث أصيب أكثر من 300 شخص بالمرض من مواد سامة في الهواء، قادمة من الصناعات الملوثة.

### الولايات المتحدة
وكالة حماية البيئة الأمريكية أكدت في تقرير عام 2004؛ ردًا على مكتب المفتش العام، أن "حل الحماية غير المتكافئة يكمن في مجال العدالة البيئية لجميع الأمريكيين. لا ينبغي السماح لأي مجتمع، غني أو فقير، أسود أو أبيض، بأن يصبح "منطقة خُسارة".":28
المعلقون بما فيهم كريس هيدجز، جو ساكو، وروبرت بولارد وستيفن ليرنر؛ جادلوا بأن ممارسات الشركات التجارية تساهم في إنتاج مناطق الخُسارة، وأن هذه المناطق موجودة بشكل شائع في مجتمعات ذوي الدخل المنخفض والأقليات، وعادة مجتمعات الأمريكيين من أصل أفريقي. مناطق الخُسارة موضوع مركزي للرواية المصورة أيام الدمار، أيام الثورة ، التي كتبها هيدجز ورسمها ساكو.
في عام 2012، صرح هيدجز أن أمثلة مناطق الخُسارة تشمل باين ريدج، إس دي، وكامدن، نيوجيرسي في عام 2017، تم بناء مشروع إسكان عام غرب كالوميت في شرق شيكاغو، إنديانا، في الموقع السابق لمصهر الرصاص، كان يلزم هدمه واستبدال التربة؛ لرفع مستوى المنطقة إلى المستوى السكني، مؤدياً لتشريد 1000 ساكن. في عام 2014، كتبت نعومي كلاين أن "إدارة الاقتصاد على مصادر الطاقة؛ التي تُطلق السموم كجزء محتوم في استخلاصها وتكريرها؛ يتطلب دائمًا مناطق خُسارة".

## صناعة الفضاء
تم اقتراح التفاعلات بين الإنسان والبيئة- التي تقع في صميم العدالة البيئية، بما في ذلك مناطق الخُسارة- لتشمل أيضًا الخُسارة البيئية لمناطق خارج الأرض. يُصرح كلينجر أن "الجغرافيا السياسية البيئية للأرض والفضاء الخارجي مرتبطة ارتباطًا وثيقًا بالسياسات المكانية للامتياز والتضحية بين الناس والأماكن والمؤسسات. أطلق دونيت وزملاؤه على الفضاء الخارجي"منطقة الخُسارة المطلقة"؛ التي تُجسد سعيًا مؤطرًا استعماريًا لفرص غير محدودة للتراكم والاستغلال والتلوث. يتجلى هذا في كل من مناطق الخُسارة المتعلقة بالبنية التحتية للإطلاق، والنفايات، والحطام المداري.
بوينت نيمو هي نقطة محيطية يتعذر الوصول إليها تقع داخل جنوب المحيط الهادي. تم اختياره باعتباره أبعد موقع في العالم ويعمل بمثابة "مقبرة المركبات الفضائية" للبنية التحتية الفضائية والسفن. منذ عام 1971، تم توجيه 273 مركبة فضائية وقمرا صناعيا إلى بوينت نيمو؛ يشمل هذا العدد محطة مير الفضائية(142 طنًا) وسيشمل محطة الفضاء الدولية(240 طنًا).

## أنظر أيضا
- كارثة تشيرنوبل
- إبادة بيئية
- الإغراق البيئي
- العدالة البيئية
- العنصرية البيئية
- العدالة البيئية
- تجارة النفايات العالمية